# Басай, Станислав
Станислав Басай (пол. Stanisław Basaj, псевдоним: «Рысь» пол. Ryś; 24 ноября 1917, Поляны — 25 марта 1945, Крылов) — военный преступник, майор Батальонов хлопских, активный участник этнических чисток против украинского населения Надсяня и Холмщины.

## Биография
Во время Польской кампании, 1 сентября 1939 года, участвовал в бою под Мокрой. В январе 1940 года Басай «Рысь» вступил в Союз вооруженной борьбы. С осени 1940 года Басай переходит в Батальоны хлопских.
Весной 1942 года Басай создал Специальный батальон, выделенный командованием БХ для борьбы с украинцами, который впоследствии стал называться 1-й батальон хлопский. С 1943 года Басай командир оперативного подразделения уездного командования в Грубешове. В 1943—1944 годах 1-й батальон хлопской под командованием Басая «Рыся» постоянно базировался близ села Смолыгов.
В Томашовском уезде «специальный батальон» Басая «Рыся» заключил соглашение с советским отрядом Шангина о совместной борьбе с немцами и украинскими националистами.
В апреле 1944 года из Галичины и Волыни прибыли свежие силы УПА. Станислав Басай отвел свой батальон за реку Гучву. Комендант Армии Крайовой Грубешовского уезда признав этот поступок Басая дезертирством, попытался привлечь его к военному суду.

## Преступления
22 октября 1943 года в селе Мирче банда Басая «Рыся» убила 26 украинцев и сожгла 190 хозяйств, 27 октября 1943 года в Молодятичах убито 14 украинцев. 18 декабря 1943 года в результате нападения банды Станислава Басая «Рыся» на Пересоловичи погибли 18 украинцев. 24 декабря 1943 года в селе Модринь убиты 16 украинцев, все кто не успел бежать от поляков.
12 февраля 1944 года польские шовинисты из батальонов хлопских под командованием Станислава Басая «Рыся» совершили нападение на село Верешин, где расстреляли свадьбу и убили 12 украинцев, в том числе 4 женщины и жених.
В феврале 1944 года банда Басая «Рыся» напала на село Малков, где убили 80 украинцев и сожгли значительную часть села. 20 марта 1944 года повторно совершили нападение на село Верешин, убили 35 украинцев и сожгли деревню, в мае 1944 года убили ещё несколько украинцев. Всего в селе Верешин от рук польских бандитов Басая «Рыся» погибло около 110 жителей-украинцев.
8 марта 1944 года в селе Пригорелое под руководством Станислава Басая поляки сожгли обойстья украинцев и убили в селе тех, кто не успел бежать. В марте 1944 года в Старом Селе банда Басая «Рыся» убила 28 украинцев.
Станислав Басай был одним из организаторов и руководителей так называемого «Антиукраинского наступления» — акции по уничтожению местного украинского населения польскими боевиками. Так 10 марта 1944 года в резне в Сагрине было убито от 800 до 1240 украинцев. В этот же день польские банды под руководством Басая сожгли село Шиховичи и убили 137 местных жителей-украинцев, в Турковичах убито не менее 80 украинцев, 150 домов были разрушены, в селе Ласков убили более 330 украинцев.
Польские бандиты из 1-го Батальона хлопского Басая «Рыся» постоянно терроризировали украинское население села Смолыгов. В своих воспоминаниях О. Мартынюк из села Верешин пишет, что в Смолыгове Басай согнал 70 местных жителей-украинцев в сардолу и поджег, спасся только один парень, все остальные сгорели заживо. Там же в Смолигове был колодец, забитый детскими телами. Из-за зверств Басая «Рыся» 27 марта 1944 года, во время штурма села 5-м полком 14-й гренадерской дивизии СС «Галичина» под командованием подполковника Фроемерта, село было сожжено, погибло 200 поляков и 59 украинцев.

## Убийство Басая
Расстрелян 25 марта 1945 года в селе Крылов Грубешевского уезда Люблинского воеводства воинами из куреня «Волки» УПА под командованием Марьяна «Ягоды» Лукасевича.